# Кавенчин (Замойский повет)
Кавенчин (пол. Kawęczyn) — деревня в Замойском повете Люблинского воеводства Польши. Входит в состав гмины Щебжешин. Находится примерно в 23 км к западу от центра города Замосць. По данным переписи 2011 года, в деревне проживало 427 человек.
В 1975—1998 годах деревня входила в состав Замойского воеводства.

## Население
Демографическая структура по состоянию на 31 марта 2011 года:
|         | Всего | До трудоспособного возраста | Трудоспособного возраста | Старше трудоспособного возраста |
| ------- | ----- | --------------------------- | ------------------------ | ------------------------------- |
| Мужчины | 201   | 36                          | 136                      | 29                              |
| Женщины | 226   | 39                          | 106                      | 81                              |
| Всего   | 427   | 75                          | 242                      | 110                             |